# Leptacis acarinata
Leptacis acarinata  (лат.) — вид платигастроидных наездников из семейства Platygastridae. Юго-Восточная Азия: Индонезия (Ломбок, Batu Kok).

## Описание
Мелкие перепончатокрылые насекомые (длина от 1,3 до 1,8 мм). Отличаются передними крыльями, которые в 3,3 раз длиннее своей ширины. Нотаули и гиперзатылочный киль отсутствуют. Усики 10-члениковые. 
Основная окраска коричневая. Сходен с видом Leptacis longiclava Buhl, 2002 (Борнео), но темнее его, а также с видом Leptacis citrea Buhl, 2002 (Гондурас). Вид был впервые описан в 2008 году датским энтомологом Петером Булем (Peter Neerup Buhl,  Дания).